# بهارآب (تویسرکان)
بهارآب یا قلعه امیرخان، روستایی از توابع بخش مرکزی شهرستان تویسرکان در استان همدان ایران است.

## جمعیت
این روستا در دهستان خرم‌رود قرار دارد و براساس سرشماری مرکز آمار ایران در سال ۱۳۹۵، جمعیت آن ۱۶۳ نفر (۷۲خانوار) بوده‌است.